# Pascal Loubet
Pour les articles homonymes, voir Loubet.
Pascal Loubet, né le 15 novembre 1958 au Havre, est un écrivain, journaliste, traducteur,, et photographe français connu sous son propre nom et sous plusieurs pseudonymes, dont PPRL.

## Biographie
Pascal Loubet est cofondateur de l'association Act Up-Paris, en 1989 avec Didier Lestrade et Luc Coulavin. Il est à l'origine de la conception graphique très rigide de l'association. Il quitte l'association après  deux ans de militantisme.
Collaborateur de nombreux journaux culturels, il cofonde en 1995, avec Didier Lestrade, le magazine Têtu, dont il est rédacteur en chef jusqu'en 1997. Il a publié cinq romans entre 1992 et 2002.
Il a traduit de nombreux ouvrages de l'anglais vers le français, notamment les tomes II à IV des Chroniques de San Francisco d'Armistead Maupin, les premiers Howard Jacobson chez Calmann-Lévy, des romans policiers aux éditions du Masque,  dont Reginald Hill, Peter Lovesey, Val McDermid, Michael Nava et Ruth Rendell, ainsi que Joseph Hansen chez Rivages/Noir.
Photographe, ses images et ses vidéos hypnotiques ont pour thème la beauté masculine irréelle,. Ses portraits constitués de plusieurs photos de jeunes gens ont été exposés entre 2005 et 2012 à la FIAC, à Art Paris, Paris Photo, à la boutique parisienne Colette et dans plusieurs festivals en France comme aux États-Unis. Ses vidéos ont été diffusées sur Canal+. Il est qualifié par Loïc Prigent de "Bruce Weber français". Sa série Poolside, réalisée entre 2007 et 2016 est suivie, à partir de 2017, de Summer of Brothers. Il est l'auteur de plusieurs campagnes publicitaires pour la marque de lingerie masculine Garçon français.
Pascal Loubet habite Paris. Il a été représenté pendant dix ans par la galerie Esther Woerdehoff. Ses photographies (tirages et livres) sont depuis 2017 diffusées par Big Cartel.